# Nina Strokata Karavanska
Nina Antonovna Karavanska (rozená Strokata; 31. ledna 1926, Oděsa - 2. srpna 1998, Denton) byla ukrajinská disidentka, mikrobioložka a imunoložka. Byla členkou disidentského hnutí v SSSR, spoluzakladatelkou Ukrajinské Helsinské skupiny a jednou z předních aktivistek za lidská práva v Oděse v sovětském období. Je autorkou asi 23 vědeckých prací z oblasti klinické mikrobiologie a imunologie. Hovořila ukrajinsky, rusky, anglicky, německy, polsky a rumunsky. Byla manželkou Svjatoslava Karavanského, který strávil 31 let v pracovních táborech gulag.

## Životopis

### Raná léta
Nina Antonovna Strokata se narodila 31. ledna 1926 v Oděse v Ukrajinské SSR. Po absolvování střední školy (1942) nastoupila na Oděský lékařský institut (nyní - Oděská národní lékařská univerzita), který absolvovala v roce 1947.
Po absolvování pracovala v Oděském institutu jako asistentka na oddělení epidemiologie, v Institutu pro doškolování lékařů a poté jako asistentka na oddělení mikrobiologie v Oděském institutu. Podle rozdělovníku míst byla Nina Strokata vyslána na dva roky do místní okresní nemocnice v Tatarbunarském okrese jako zástupkyně vedoucího lékaře a později zde působila jako vedoucí lékařského oddělení.
V roce 1941 se jako patnáctiletá seznámila se stejně starým studentem Olegem Legko, který se spolu se starším Svjatoslavem Karavanským připojil k podzemní Ukrajinské osvobozenecké armádě. Roku 1944 vstoupila do Oděsy sovětská armáda a oba byli zatčeni a odsouzeni do pracovního tábora na 10 a 25 let. Roku 1954 se nemocný Legko vrátil do Oděsy, kde mu Nina opatřila bydlení a krátce nato se vzali. Manželství se rozpadlo roku 1960. V roce 1961 se Nina Strokata seznámila s druhým z aktivistů OUN Svjatoslavem Karavanským, který se v té době právě vrátil do Oděsy po 17 letech věznění (Kolyma, Pečora, Taišet, Mordovie) a amnestii z roku 1954. Později se vzali. O rok později se vrátila do Oděsy a pokračovala v práci ve zdravotnickém ústavu.
V roce 1963 byla přijata jako mladší vědecká pracovnice do Centrální výzkumné laboratoře na Oděské univerzitě, kde pracovala až do roku 1971. V té době připravovala svou doktorskou práci. Publikovala 23 vědeckých prací a připravovala kandidátskou disertaci. Karavanskij pokračoval ve studiu na večerním oddělení filologické fakulty Oděské státní univerzity, překládal z angličtiny Byrona, Burnse a Shakespeara a zapojil se také do opozičních aktivit. Připravoval a šířil samizdat a propagoval ukrajinský jazyk. V listopadu 1965 byl Svjatoslav Karavanskij podruhé zatčen a o dva dny později byl bez soudu poslán k výkonu původního trestu v délce 25 let, ze kterého zbývalo ještě 8 a půl roku. Od té doby Nina Karavanská bojovala proti jeho nezákonnému zatčení a odsouzení, zejména když vedení institutu požadovalo, aby se manžela vzdala.

### Disidentské hnutí
Po zadržení a uvěznění Karavanského se KGB snažila Ninu přesvědčit, aby ho za jeho činy udala, ale ona manžela neopustila. V prosinci 1966 se Nina Karavanská obrátila na vedoucího tábora, kde byl vězněn, na generálního tajemníka Ústředního výboru KSSS Leonida Brežněva a na francouzský komunistický list L'Humanité. V petici uvádí:
"Správa tábora již 18 let nebyla schopná převychovat vězně S. I. Karavanského a jeho rodině není dovoleno udržovat s ním kontakt. Proto já, manželka S. I. Karavanského, žádám o jeho zastřelení, aby se ukončilo mnohaleté utrpení mého manžela a nekonečné konflikty mezi ním a správou táborů".
Navzdory jejím snahám byl Svjatoslav Karavanskij v dubnu 1970 znovu odsouzen za "antisovětskou propagandu" k dodatečnému trestu 3 let vězení a 7 letům v pracovním táboře. Pokusy o jeho obhajobu u soudu vedly k tomu, že soudce vydal samostatné rozhodnutí, které zaslal Oděskému zdravotnickému ústavu, "aby proti Nině Antonovně Strokatě byla přijata opatření s cílem vštípit jí pocit vysoké vlastenecké povinnosti občana SSSR." Výsledkem tohoto rozhodnutí bylo pronásledování Strokaty, odsouzení jejího chování v týmu a v administrativě. Dlouhodobá šikana v práci skončila jejím propuštěním v květnu 1971. Protože Nina Strokata nemohla získat práci v Oděse, odjela do ruského města Nalčik, kde byla přijata jako učitelka na zdravotnické škole. Na podzim téhož roku vyměnila svůj byt v Oděse za dům v Nalčiku a 5. prosince se tam nastěhovala s rodinou Juri Šuchevyče.

### Zatčení a uvěznění
V té době byl v Oděse zatčen lékař Oleksij Prytyk. Vypověděl, že Strokata přivezla z Kyjeva a Lvova samizdat a on a Oleksij Riznikov ho šířili. Všichni tři byli obviněni z protisovětské agitace, šíření a čtení samizdatů a shromažďování finančních prostředků na pomoc politickým vězňům. 6. prosince 1971 byla zatčena Nina Strokata. Byla obviněna z šíření samizdatového časopisu Український вісник (Ukrajinský deník), samizdatu a napsání dopisu na obranu Julije Daniela. Dne 19. května 1972 byla Nina Strokata odsouzena podle části 1 článku 62 trestního zákoníku Ukrajinské SSR ke čtyřem letům v táboře s maximální ostrahou na základě obvinění z "vedení protisovětské agitace a propagandy".
V souvislosti s tímto zatčením Ihor Kalynec a Vjačeslav Čornovil založili ve Lvově Veřejný výbor na ochranu Strokaty, jehož členy byli Vasyl Stus, Leonid Tymčuk, Pjotr Jakir a další. Byla to první otevřená organizace na ochranu lidských práv na Ukrajině. Počátkem roku 1972 však byli téměř všichni členové výboru uvězněni. Podařilo se jim vydat pouze dva dokumenty - prohlášení o založení výboru a bulletin "Kdo je N. A. Strokata (Karavanska)?". Kromě toho se Strokaty zastala mimo jiné Americká mikrobiologická společnost, která ji zvolila za svou členku.
Nina Strokata si trest odpykávala v ženském oddělení tábora ŽKh-385/3, který se nacházel v obci Baraševo v Tenguševském okrese v Mordovii.
Již během devítiměsíčního pobytu ve vězení KGB Karavanska trpěla zdravotními problémy a její stav v táboře se výrazně zhoršil. V zajetí se účastnila hladovek politických vězeňkyň. Spolu s ní byly v táboře Daria Husjaková, Nadija Svitlyčna, Iryna Senyková, Iryna Stasivová-Kalynecová, Stefanija Šabatura a další. Poslední dny svého trestu strávila Nina Strokata v onkologické nemocnici. Na konci roku 1975 byla z koncentračního tábora propuštěna se zákazem návratu na Ukrajinu. V reakci na to se Strokata vzdala sovětského občanství.

### 1976 - 1998
Po propuštění se Nina Karavanska usadila v Taruse v Kalužské oblasti, kde byla rok sledována bezpečnostními složkami. Život na severu se podepsal na jejím zdraví. V říjnu roku 1976 vážně onemocněla a byla převezena do místní oblastní nemocnice, odkud byla na vlastní žádost v listopadu propuštěna. Důvodem tohoto rozhodnutí bylo přání odjet na léčení do nemocnice v hlavním městě, kde je zkušenější personál. Do jedné z těchto nemocnic se Nina Strokata vydala bez vyžádání povolení policie 20. listopadu a ležela tam až do 4. ledna následujícího roku. Soud ji za tento přestupek uložil pokutu a 3. února jí byl opět uložen policejní dohled na dalších šest měsíců. V následujících letech byla tato lhůta ještě několikrát prodloužena.
Již v roce 1976 se Nina Karavanska stala jednou ze zakládajících členek Ukrajinské Helsinské skupiny, kterou založili disidenti na podporu Helsinských dohod. Všechny dokumenty a výzvy skupiny byly vytvořeny a podepsány s její účastí. Kromě toho také udržovala kontakty s Moskevskou Helsinskou skupinou.
Teprva za deset let po zatčení Svjatoslava Karavanského bylo Nině umožněno jednodenní setkání s jejím manželem. Po jeho propuštění v roce 1979 se manželé pokusili získat povolení k návratu na Ukrajinu, ale neuspěli. Režim však změnil politiku vůči disidentům a ve snaze zbavit se kritiků, umožnil některým vycestovat do zahraničí. Z obavy z dalšího uvěznění Svjatoslava, který do té doby strávil 31 let v koncentračních táborech gulag, odjeli Karavanští 30. listopadu téhož roku do Vídně, odkud 11. prosince dorazili do Spojených států a usadili se v Dentonu v Texasu.
Tam Nina Karavanska psala články, sdělovala ukrajinské diaspoře a dalším Američanům pravdu o národněosvobozeneckém hnutí na Ukrajině, organizovala morální a materiální podporu sovětským vězňům a jejich rodinám a věnovala se veřejné činnosti. Stala se zde členkou zahraničního zastoupení Ukrajinské Helsinské skupiny. V roce 1980 vydala knihu "Ukrajinské ženy v Sovětském svazu. Dokumentované pronásledování"
Nina Antonovna Karavanská-Strokata zemřela 2. srpna 1998 v Dentonu. Lingvista Svjatoslav Karavanskij se dožil 95 let a zemřel 17. prosince 2016 v Baltimore.

### Publikace
- Ukrainian Women in the Soviet Union: Documented Persecution (1980)
- A Family Torn Apart (1981)

### Ocenění
Dne 8. listopadu 2006 prezident Juščenko posmrtně udělil Nině Strokatě Řád za odvahu I. stupně " za občanskou statečnost, obětavost v boji za nastolení ideálů svobody a demokracie a u příležitosti 30. výročí založení Ukrajinské veřejné skupiny na podporu realizace Helsinských dohod".

## Zdroje a literatura
- V. Chornovil. Out of mind. Lviv: MEMORIAL, 1991.— 344 p.
- G. Kasyanov. Dissenters: Ukrainian intelligentsia in the resistance movement of the 1960s-1980s.— K.: Lybid, 1995.— P. 70, 87, 88, 160, 161, 170, 172.
- A. Rusnachenko. The National Liberation Movement in Ukraine.— K.: Publishing house named after O. Telighy , 1998.— P. 180, 210, 212.
- A. Alekseeva, History of dissent in the USSR.— Vilnius-Moscow: Vest, 1992.— P. 22, 27, 28, 31, 271, 272.
- Yu. Zaitsev. The Public Committee for the Protection of Nina Strokatai. // Volya and Batkivshchyna, Lviv: Ukrainian Magazine, 1993, No. 3.— C. 31-39.
- Ukrainian human rights movement. Documents and materials of the UHG.— Baltimore-Toronto.— Torch, 1978.— P. 9, 14, 16, 28, 66, 97, 102, 104, 107.